# القصور والحصون التاريخية بالمدينة المنورة
القصور والقلاع والحصون التاريخية بالمدينة المنورة

## تمهيد
آطام المدينة وهي القلاع المحصنة، أصبحت أثراً بعد عين مع أن رسول الله صلى الله عليه وسلم كما يروي سيدنا عبد الله بن عمر رضي الله عنه نهى عن أن تهدم آطام المدينة، وفي رواية أخرى: أن رسول الله صلى الله عليه وسلم قال لا تهدموا الآطام فإنها زينة للمدينة.

## نبذة
كانت المدينة المنورة من أكثر المناطق شهرة بعمارة الحصون والآطام والقلاع والمحافد وبناء القصور، كما انتشرت عبر العصور في أرجاء المنطقة نفسها التحصينات الدفاعية والقصور والقلاع عند الواحات وعلى المرتفعات الجبلية وعلى امتداد طرق التجارة والحج . ومما يؤسف له أن الآطام الكثيرة التي عرفت داخل المدينة المنورة والقصور المشهورة من العهد الأموي قد اندثرت مع التوسع العمراني، ومع ذلك فلا يزال لدينا أمثلة كثيرة من القلاع والحصون التاريخية والقصور المبكرة التي أنشئت في القرن الأول للهجرة وكان وادي العقيق في ذلك العصر عامراً بالقصور التي وصل عددها إلى أكثر من ثمانين قصراً.
القصور الأثرية المشهورة بالمدينة المنورة

## قصر إبراهيم بن هشام
يقع هذا القصر دون دور بني أمية بن زيد بالناعمة.

## قصر إسماعيل بن الوليد
يقع هذا القصر على بئر إهاب بالحرة الغربية.

## قصر بني يوسف مولى عثمان
يقع هذا القصر في الشمال الشرقي من البقيع أي بقيع الغرقد.

## قَصْرُ بني جُدَيْلة
وأَما قَصْرُ بني جُدَيْلة ، فإِن معاوية بن َأبي سفيان رضي الله عنهما ، إِنما بناه ليكون حِصْناً ، وله بابان : باب شارع على خط بين جُدَيْلة ، وباب في الزاوية الشرقية اليمانية ، عند دار محمد بن طلحة التّيْمِيّ ، وهو اليوم لعبد الله بن مالك الخزاعي قطيعةً . وكان الذي وَلِيَ بناءه لمعاوية الطّفَيْلُ بن أَبي كَعْب الأَنصاري ، وفي وسطه بير حاء .

## قصر خل
بالخاء المعجمة ويقال له: حصن خل بظاهر الحرة غربي بطحان على طريق رومة . قلت : دخلته وهو جاهلي وفيه بئر منقورة في الجبل غزيرة وكبيرة وعميقة فقط ما كانت فيه من أبنية غير هذه البئر المذكورة لأنه كان الحصن جعل فيه مسيل منه وقت المطر فيجتمع الماء في البئر ولا ماء فيها غير ماء المطر الذي يدخل فيها من الحصن وكان سبخاً من أول الزمان . 
قال ابن شبة : قصر خل كان في بعض السنين سجناً سمي به لأنه على طريق وكل طريق في حرة أو رمل يقال له خل.

## قصر سعيد بن العاص
بقيت أطلال هذا القصر داخل فناء القصر الملكي في الجهة الجنوبية الشرقية وقد بناه سعيد بن العاص بن أبي أحيحة بن سعيد بن العاص بن أمية الذي ولي المدينة في عهد معاوية بن أبي سفيان سنة 48هـ. بني القصر بالأحجار الجرانيتية والجص واستخدم الطوب المحروق في بعض أجزائه، ويدل تخطيطه وعناصره الزخرفية على تطور العمارة والفنون في المدينة المنورة.

## قصر هشام
ويقال أيضاً قصر مسلمة بن عبد الله بن عروة بن الزبير بن العوام، وهو في موضع بستان الشيخ الحافظ الذي أقام فيه أيضاً مسكناً استخدم فيه أنقاض القصر القديم الذي لا تزال بعض أجزائه باقية وبئر القديمة التي أعيد استخدامها، والقصر مقام على الحافة الشرقية لوادي العقيق وعلى واجهة المرتفع الصخري للقصر آثار لنقوش إسلامية مبكرة.

## قصر العوارض
يقع بقرية قران والتي تبعد بنحو 5 كم من مركز السويرقية، كما يوجد بالموقع بئر يسمى أم لحين حفر مع تاريخ إنشاء القصر، كما عثر بالسويرقية نفسها على بعض النقوش الصخرية القديمة.

## قصور صفينة
تقع صفينة في الجنوب الغربي من مدينة المهد بنحو 75كم، ويوجد بها بقايا قصور أثرية مهجورة وتعرف الآن بحارة القصر، كما يوجد بها آبار قديمة كانت تستعمل لسقايا الحجيج وترجع إلى العصر العثماني، كما يوجد أبراج للمراقبة تنشأ فوق الآبار مثل بئر وزارزة.

## قصر مرحبا
وهو عبارة عن حصن أو قلعة على قمة مرتفع يشبه القارب ويقع وسط واحة بمدينة خيبر، وهناك ممر ضيق يؤدي للحصن وسط سلسلة من المتعرجات الجبلية المنحدرة جنوب التل تؤدي إلى بوابة ضيقة، وجدران الحصن من الدبش المليس كل واحدة مواجهة للأخرى، ويبلغ سمك قواعد الجدران 1 متر وارتفاعها واحد ونصف متر فوق سطح الأرض من البناء الحديث بالطوب اللبن من طابقين.

## قصر كعب بن الأشرف
وهو أحد الحصون الإسلامية ويقع على الطريق المؤدي إلى سد بطحان جنوب المدينة المنورة بنحو 2كم، وتشاهد حالياً صخوره الضخمة وبعض الأبراج التي من المحتمل أن يكون قد أعيد بناؤها خلال العصور الإسلامية المختلفة.

## حصن الفرع
حصن أثري مهم جداً بني على مرتفع العيص شمال ينبع النخل ويعود بناؤه من فترة سابقة للإسلام على الطريق التجاري القادم من العلا إلى الساحل وبني الحصن من الكتل الحجرية النارية وبأسلوب معماري مميز يمثل الطابع العربي القديم في إنشاء القصور والحصون.

## حصون دروب الحج
هناك عدد من الحصون التي أنشئت على طريق الحج الشامي الذي يمر بتبوك ثم العلا وحتى المدينة المنورة وكذلك على طريق الحج المصري الذي يتجه بمحاذاة ساحل البحر الأحمر مروراً بينبع ويتجه إلى مكة المكرمة كذلك توجد حصون على الطرق الفرعية التي تتجه إلى المدينة المنورة ثم مكة المكرمة وبعض هذه الحصون متهدم وبعضها في حالة جيدة نسبياً كما تم ترميم عدد قليل منها ومعظم الحصون الباقية يعود تاريخها إلى الفترة العثمانية وقد شيدت حصون أخرى على امتداد طريق سكة حديد الحجاز ومن الحصون الباقية والتي تدخل في الحدود الجغرافية لمنطقة المدينة المنورة الحصن الإسلامي بالحجر مدائن صالح والمباني الرئيسة لمحطة سكة حديد الحجاز وحصن أم ناصر بالعلا وحصن العقير قديماً وحصن الحفائر بالقرب من قلعة مغيرة جنوب العلا وحصن زمرد وحصن الصورة وحصن هدية واسطبل اسطبل عنتر وحصن الفحلتين وحصن الحفيرة ويمكن الإشارة إلى مباني سكة حديد الحجاز بمدائن صالح وعددها ستة عشر مبنى وهي مرممة ترميماً جيداً وصالحة للاستعمال.